# Американска черна мечка
Американската черна мечка (Ursus americanus, още барибал) е едър хищник от семейство Мечкови.

## Разпространение
Американската черна мечка е най-често срещаната мечка в Северна Америка. Обитава предимно гористи местности в планинската природна област от Аляска до Флорида. Не е застрашена и популацията ѝ е стабилна и расте.

## Физически характеристики

### Тегло
Теглото на мечката варира в зависимост от пола, възрастта и сезона. Сезонната вариация на теглото е ясно отчетлива: тенденцията е есенно време теглото преди изпадане в зимен сън да е с 30% по-високо от теглото през пролетта. Черните мечки по източното крайбрежие са средно по-тежки от тези по Западното. Възрастните мъжки обичайно тежат между 57 – 250 kg, докато женските са около 1/3 по-леки с тегло от 41 до 170 kg.

### Размери
Размерите на възрастните мъжки типично варира от 120 до 200 cm на дължина и от 70 до 105 cm височина при раменете. Опашката е дължа от 7,7 до 17,7 cm. Въпреки че американската черна мечка е най-малката по размери в Северна Америка, големите мъжки надвишават размерите на други видове мечки, с изключение на кафявата и полярната.

### Цвят
Козината е мека с плътен пух под дългите, дебели и груби косми. Въпреки името си, черните мечки демонстрират широк диапазон на цветова вариация в зависимост от ареала и сезона. Цветът на отделните екземпляри може да варира от бяло, русо, канелено или светло кафяво до тъмен шоколад и гарваново черно. Популациите в крайбрежна Аляска и Британска Колумбия са черни със синкав оттенък. Бели до кремави на цвят барибали се срещат на крайбрежните острови и континенталната част на югозападна Британска Колумбия. Регистрирани са и екземпляри-албиноси. Черната козина има тенденция да преобладава във влажни зони като Ню Ингланд, Ню Йорк, Тенеси, Мичиган и западните части на Вашингтон. 70% всички черни мечки са черни на цвят, но само 50% от популацията в Скалистите планини са такива.
| Цветови вариации на американските черни мечки според разпространението им | Цветови вариации на американските черни мечки според разпространението им |
| Разпространение                                                           | Цветова вариация                                                          |
| ------------------------------------------------------------------------- | ------------------------------------------------------------------------- |
| Мичиган                                                                   | 100% черни                                                                |
| Минесота                                                                  | 94% черни, 6% кафяви                                                      |
| Ню Ингланд                                                                | 100% черни                                                                |
| Ню Йорк                                                                   | 100% черни                                                                |
| Тенеси                                                                    | 100% черни                                                                |
| Вашингтон (крайбрежие)                                                    | 99% черни, 1% кафяви или руси                                             |
| Вашингтон (вътрешност)                                                    | 21% черни, 79% кафяви или руси                                            |
| Национален парк Йосемити                                                  | 9% черни, 91% кафяви или руси                                             |

## Начин на живот
Мъжките индивиди живеят в собствена територия, на която допускат по няколко женски. Спят зимен сън в хралупи или пещери. Много добре се катерят по дърветата.

### Хранене
Американската черна мечка се храни предимно с плодове, ядки и растителност, също и с насекоми. Яде и месо, обикновено мърша, но не е активен хищник и рядко напада гръбначни животни като риба, бобри и елени.

## Размножаване
Женските обикновено раждат първите си малки на възраст 3 – 5 години, като тези, живеещи в урбанизирани територии, имат тенденция да раждат по-млади. Размножителният период обикновено е през юни-юли, но може да се обхване и целия период от май до август. Бременността трае около 220 дни и малките се раждат в края на януари – началото на февруари. Броят малки при едно раждане варира от едно до пет, обикновено две или три. При раждането си малкото мече тежи между 200 и 450 g. Ражда се с много фин сив пух и отваря очи след 28 – 40 дни. Прохожда след около 5 седмици. Малките се хранят с майчина кърма до 30-ата седмица и стават самостоятелни на възраст 16 – 18 месеца.
Обичайно живеят около 18 години в диво състояние. Рекордът за продължителност на живота в диво състояние е 31 години, а в плен – 44 години.